# Marsdenia abyssinica
Marsdenia abyssinica är en oleanderväxtart som först beskrevs av Ferdinand von Hochstetter, och fick sitt nu gällande namn av Rudolf Schlechter. Marsdenia abyssinica ingår i släktet Marsdenia och familjen oleanderväxter. Inga underarter finns listade i Catalogue of Life.